# Helga Henning
Helga Henning (Laatzen, 11 novembre 1937 – 11 dicembre 2018) è stata una velocista tedesca, specializzata nei 400 metri piani.

## Biografia
Nel 1962 fu quarta ai campionati europei di atletica leggera di Belgrado, mentre nel 1966 vinse la medaglia d'oro ai Giochi europei indoor di Dortmund. Lo stesso anno fu quinta ai campionati europei all'aperto di Budapest.
Nel 1968 ai Giochi olimpici di Città del Messico si classificò settima con il tempo di 52"89, rendendola la prima donna tedesca a correre i 400 metri piani sotto i 53 secondi.
In carriera ha conquistato quattro titoli nazionali nei 400 metri piani all'aperto e altri quattro al coperto, a cui si aggiungono due titoli outdoor nella staffetta e tre indoor.

## Palmarès
| Anno | Manifestazione        | Sede              | Evento          | Risultato     | Prestazione | Note |
| ---- | --------------------- | ----------------- | --------------- | ------------- | ----------- | ---- |
| 1962 | Europei               | Belgrado          | 400 metri piani | 4ª            | 54"6        |      |
| 1966 | Giochi europei indoor | Dortmund          | 400 metri piani | Oro           | 56"9        |      |
| 1966 | europei               | Budapest          | 400 metri piani | 5ª            | 54"1        |      |
| 1967 | Giochi europei indoor | Praga             | 400 metri piani | elim. qualif. |             |      |
| 1968 | Giochi olimpici       | Città del Messico | 400 metri piani | 7ª            | 52"89       |      |

## Campionati nazionali
- 4 volte campionessa tedesca occidentale assoluta dei 400 metri piani (1962, 1963, 1966, 1968)
- 4 volte campionessa tedesca occidentale assoluta dei 400 metri piani indoor (1961, 1963, 1966, 1967)

## Altre competizioni internazionali
1967
- 4ª in Coppa europa di atletica leggera ( Kiev)